# M3 스튜어트
M3 스튜어트 경전차(M3 Stuart)는 미합중국이 개발 및 제2차 세계 대전에서 사용한 경전차이다. 또한 M3 스튜어트 경전차는 M2 경전차의 질적인 후계전차이며, 이 전차는 미합중국과 함께 전쟁에 참가한 영국과 연합군에 의해 사용되었다. 미국과 연합군은 전쟁이 끝날 때까지 계속 사용하였고, 그러나 이 전차는 경전차임에도 불구하고 미군이 M3 리, M3 스튜어트 전차를 몰고 진격할 당시 일본군은 많은 피해를 입었다.명칭은 제너럴 스튜어트 또는 스튜어드로 영국에서 붙였으며, 미국 남북전쟁 때의 장군 James Ewell Brown "Jeb" Stuart로부터 따왔고 M3를 모방한 M5 경전차도 똑같이 불린다. 영국에서는 비공식적 별명인 허니(honey; 사랑스러운 사람, 이 이름은 운전수가 "그녀는 사랑스러운 사람"을 리메이크해서 만들었다.)으로 불리기도 한다.

## 개발
유럽상황을 주시하고 있던 미국은 쓸모없게 되어 버린 M2 경전차의 성능을 향상시켜야 된다는 것을 실감하게 됐다. 디자인 변경, 장갑 증가, 서스펜션 장치 교체, 새로운 포 반동 시스템 등을 채택한 이 전차는 "M3 경전차"라고 불리게 되었다. 이 전차를 1941년 3월부터 생산하기 시작하여 1943년 8월까지 계속해서 생산했다. "M3"는 이전 모델에서와 같이 하나의 37 mm M6 포30-06 브라우닝 M1919A4 동축기관총, 포탑부에 M20 대공기관총이 장착 되어있다.

## 역사
1939년 제2차 세계 대전이 발발하자 기존 M2 경전차를 개조하여 M3 스튜어트 경전차를 탄생시킨다. 우선 기존 M2 경전차보다 장갑을 강화해서, 37mm 대전차포에도 버틸 수 있게 만들었다. 또한 37mm 대전차포를 그대로 탑재한 M2 경전차에서는 주퇴복좌기가 노출되어 있었으나 M3 경전차에서는 전차 탑재용의 37mm 전차포 M6를 탑재했기 때문에 주퇴복좌기는 포부에 수납됨으로써 화력도 증대시켰다. 북아프리카에서 독일군의 경전차인 38(t) 전차에게 큰 타격을 주었으며 M4 셔먼 못지않게 대량 생산되었다. 후에는 태평양 전선에도 투입되어 일본군의 97식 중전차 치하나 다른 일본군 전차를 압도했다.

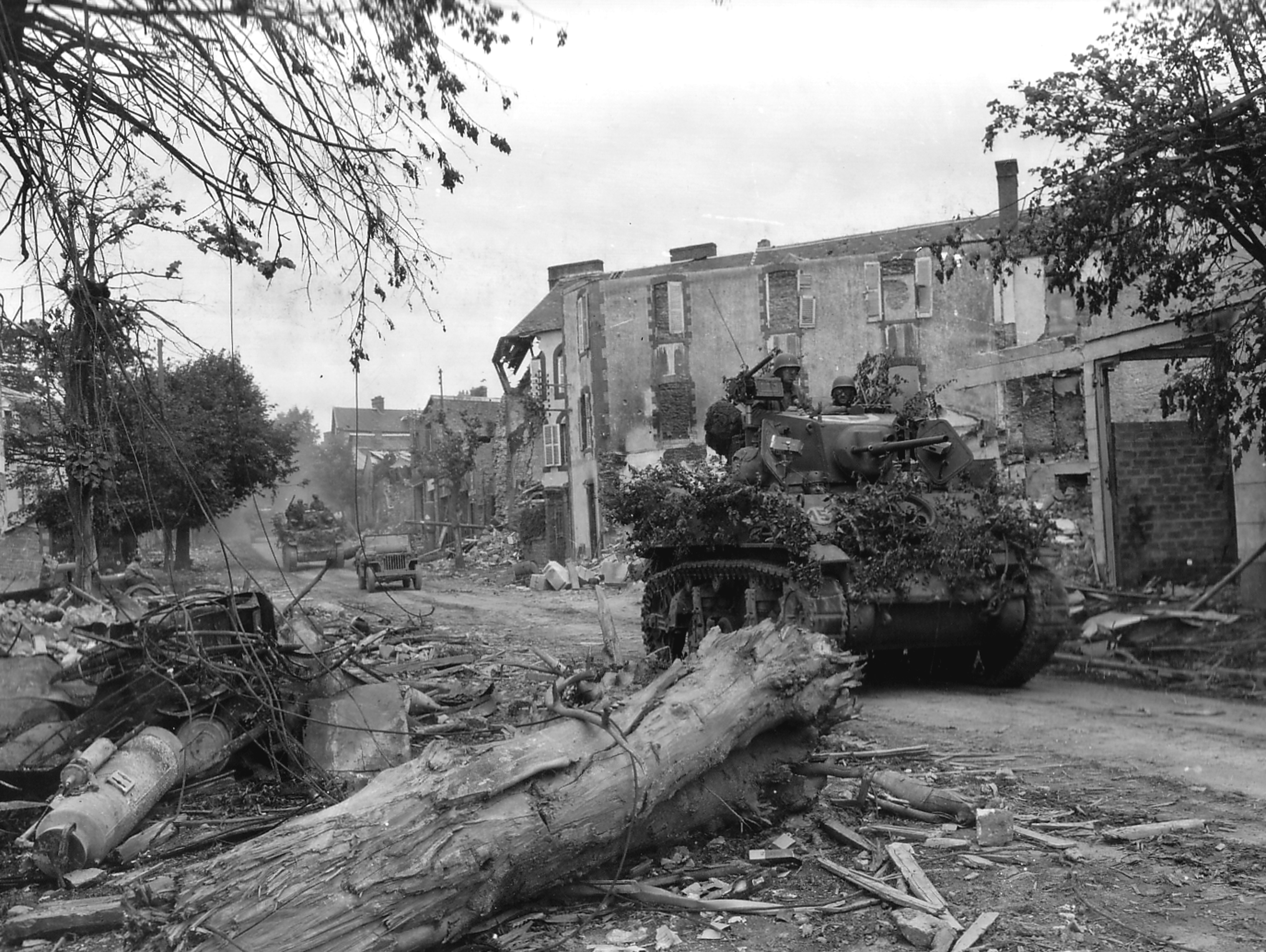
M5A1 경전차가 쿠탕스의 렉트 거리를 통과하고 있다.

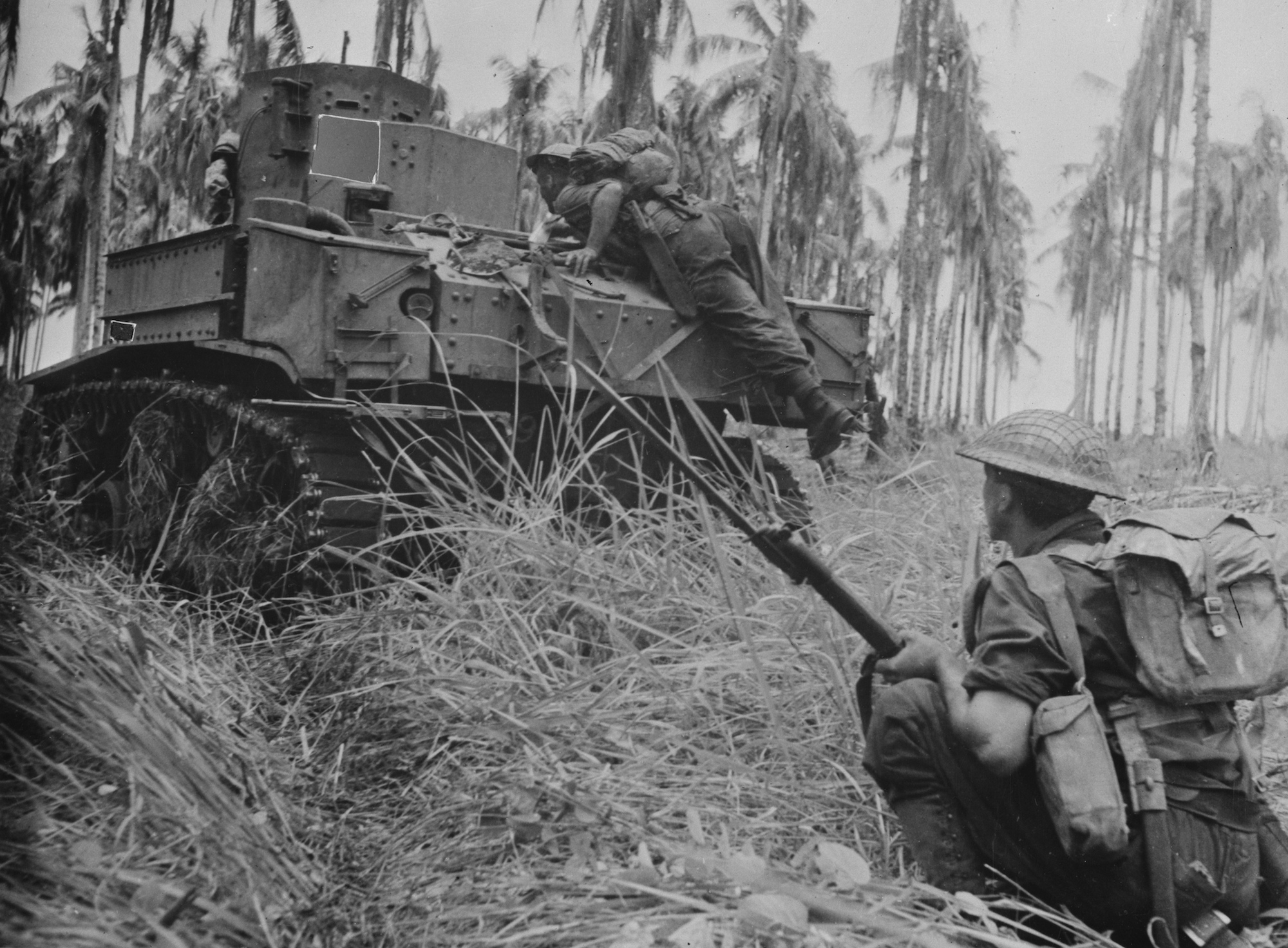
버나-고나 전투에서 마지막 공세를 펼치고 있는 오스트레일리아 군의 스튜어트 I.

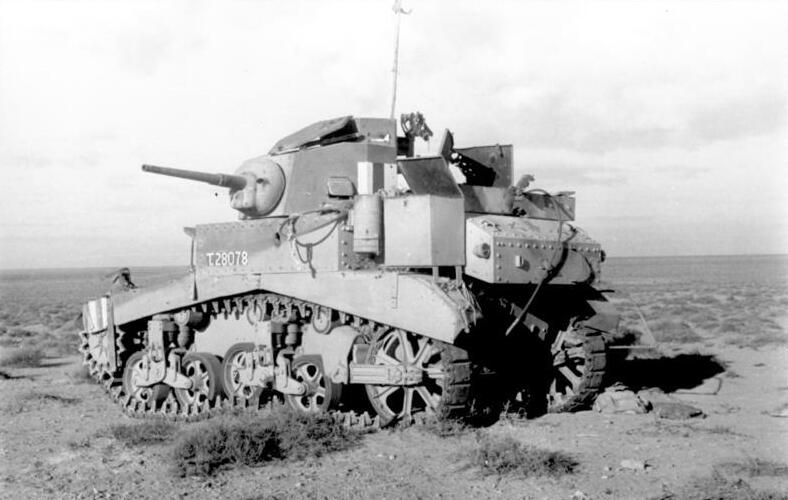
영국군의 M3 스튜어트가 북아프리카 전투에서 피격당해 버려진 상태이다.

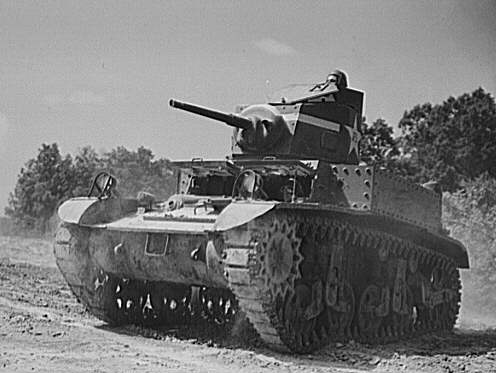
1942년, 포트 녹스에서의 M3 경전차.

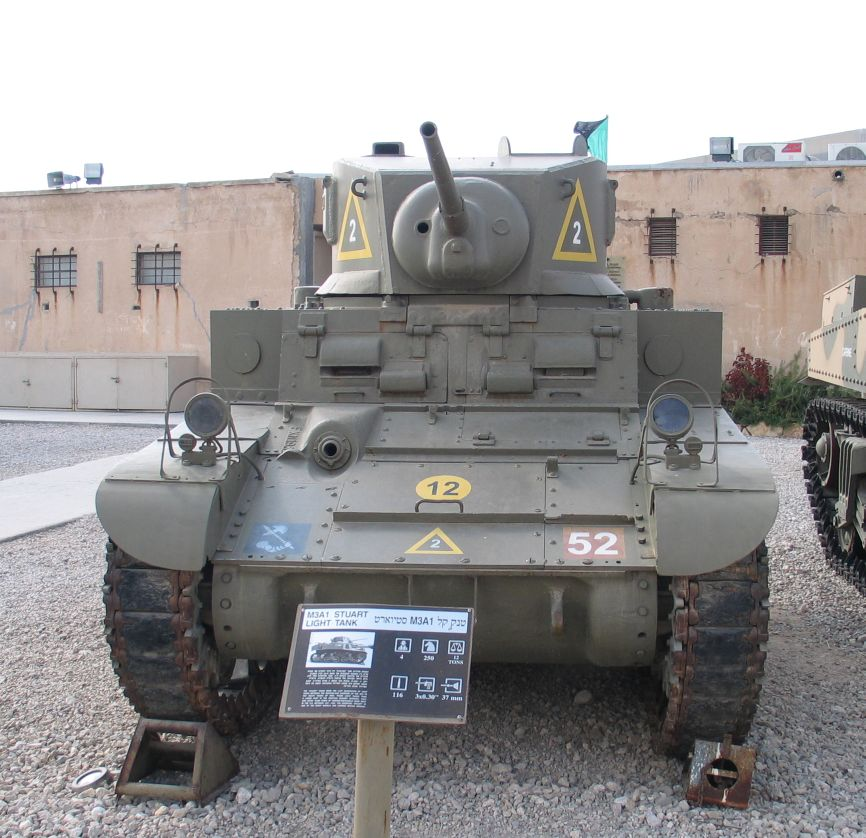
이스라엘의 야드 라-실론 박물관에 있는 M3A1 경전차

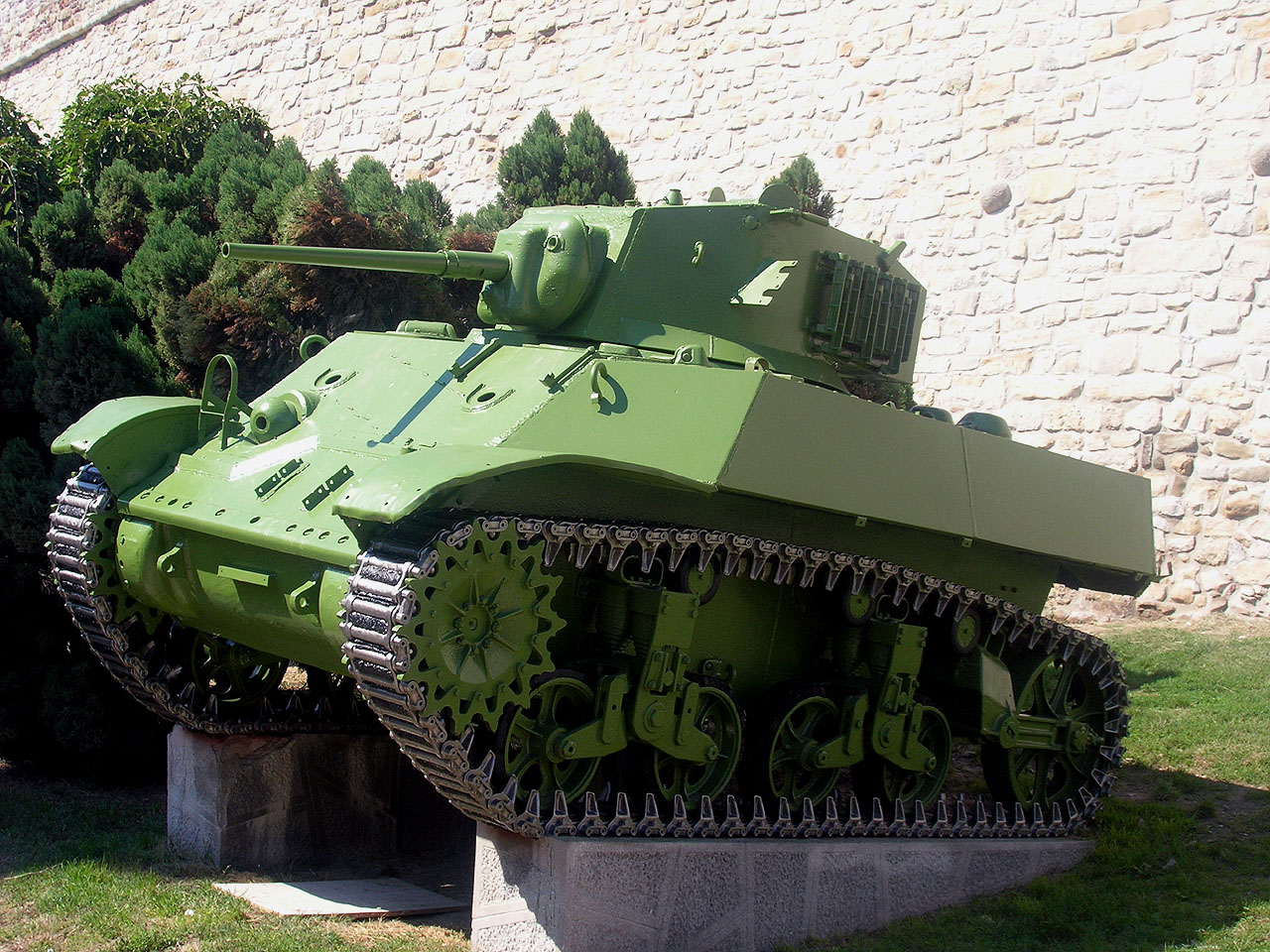
세르비아의 벨그레이드 군사 박물관에 있는 M3A3 경전차

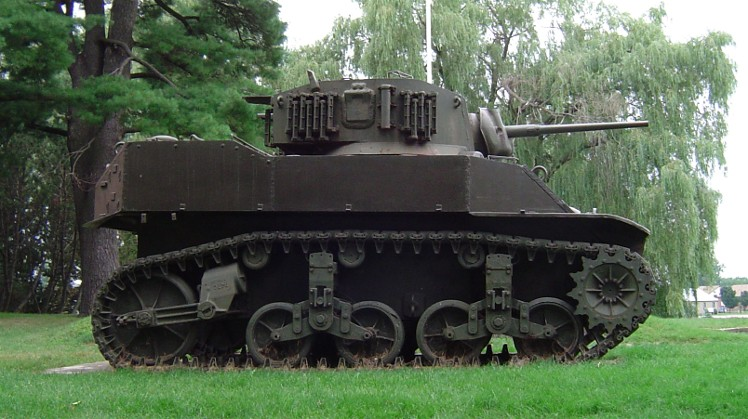
월팅튼 탱크 박물관에 전시되어 있는 M5A1 경전차 초기 생산 모델

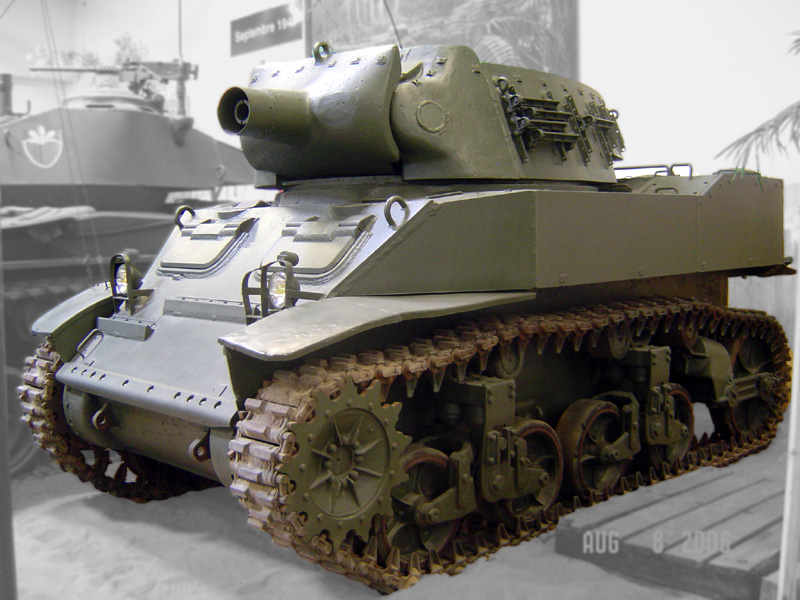
브링데스 박물관에 있는 M8 75mm곡사 박격포가 장착된 스튜어트.

## 활약
북아프리카에서 활약을 하였으며 태평양 전쟁에서는 M4 셔먼과 함께 활약을 하였다. 노르망디 상륙작전에도 사용되었으며 종전까지 정찰용으로 사용되었다.

## 스튜어트 경전차의 변형

### 미국 변형
- M3 《스튜어트 1》 〈5,811대 생산〉

몇몇의 M3 들은 기버슨 디젤을 장착했고 그것들은 영국에 의해서 《스튜어트 2》라고 불렸다. 더딘 생산으로 M3들은 M3A1용으로 개발된 포탑을 생각없이 장착되었다. 이 탱크들은 《스튜어트 하이드리브》라고 칭했다.
- M3A1 《스튜어트 3》 〈4,621대 생산〉

새로운 터렛과 터렛 바스켓 그리고 큐폴라는 없다. 포 수직 안전장치도 장착되었다. 포좌에 있던 기관총들은 제거했다. M3A1은 기버슨 디젤과 함께 《스튜어트 4》로 영국에 의해서 불렸다.
- M3A3 《스튜어트 4》 〈3,427대 생산〉

동체를 개조하여 M3를 M5로 통합 할 수 있도록 생산되었다. 포탑과 함께 뒤쪽 돌출부에는 라디오집이 있다. 용접된 동체와 앞과 옆면은 경사 장갑이다.
- M5 《스튜어트 5》 〈2,075대 생산〉

트윈 캐딜락 엔진 사용, M3A3와 비슷하게 동체는 다시 제작 되었다. 하지만 수직 경사와 들어올려진 엔진 덱은 그대로 사용하였다. 포탑은 M3A1의 포탑을 사용하였다.
- M5A1 《스튜어트 5》 〈6,810대 생산〉

M3A3의 포탑으로 M5 제작; 1943년의 미군의 주된 변형이다.
- 곡사박격포 | 75 mm 곡사박격포 캐리어 M8 〈1,788대 생산〉

M5 몸체로 만들었다. 포는 75mm M2/M3 곡사포를 개방 포탑과 트레일러 훅에
- T18 75 mm 곡사박격포 캐리어

자주포에 기초를 둔 M3 클래스이다. 75mm M1A1 곡사포를 네모난 상부 구조물에 탑재시켰다. 프로젝트는 1941년 9월부터 시작되어 1942년 4월에 폐기 되었다. 오직 2개만 생산되었으며, 그대신 75mm 곡사박격포 캐리어 M8이 선택되어 생산되었다.
- T82 곡사박격포 캐리어

자주 105mm 곡사포에 베이스를 둔 M5A1 클래스이다. 1945년에 취소되었다.
- T56 3인치 박격포 캐리어

자주포에 베이스를 둔 M3A3 클래스이다. 엔진은 동체의 중앙으로 옮겼으며 그리고 3인치 포는 상부구조물에 가깝게 장착되었다. 프로젝트는 1942년 9월달에 시작되었으며, 1943년 2월달에 취소되었다.
- T57 3인치 박격포 캐리어

T56의 다른 버전이다. M3 중전차의 콘티넨털 엔진을 사용했고, 이 모델 또한 1943년 2월달에 포기되었다.

### 영국 변형
- 스튜어트 캥거루《Stuart Kangaroo》

보병 수송용 장갑차로 영국군에서 사용되었다. 포탑이 없는 스튜어트로 만들었으며, 좌석을 추가로 설치하였다.
- 스튜어트 정찰 차량《Stuart Recce》

정찰용 차량이며, 포탑이 없는 스튜어트로 만들었다.
- 스튜어트 지휘 차량《Stuart Command》

캥거루에 추가의 라디오 사용

### 브라질 변형
1970년, 브라질 회사 《베르나르다니》에서 개발, 브라질군을 위한 파격적인 업그레이드 시리즈이다.
- X1A

《M3A1》에 기본을 두고 만들어졌으며, 새로운엔진(280마력, 사브 스케니아 디젤), 서스펜션 향상, 새로운 상부장갑, 사격통제장치, DEFA 90mm 포를 새로운 포탑에 장착하였고 80대가 생산되었다.

## 운용국
| - 오스트레일리아 - 벨기에 - 브라질 - 캐나다 - 칠레 - 콜롬비아 - 쿠바 - 도미니카 공화국 - 에콰도르 - 엘 살바도르 - 프랑스 | - 인도 - 인도네시아 - 이탈리아 - 멕시코 - 네덜란드 - 뉴질랜드 - 니카라과 - 파라과이 - 필리핀 - 폴란드 | - 포르투갈 - 타이완 - 터키 - 대영제국 - 우루과이 - 미합중국 - 소비에트 연방 - 베네수엘라 - 유고슬라비아 - 그리스 |

## 같이 보기
- "M" 시리즈 전차